# とうしん美濃陶芸美術館
とうしん美濃陶芸美術館（とうしんみのとうげいびじゅつかん）は、岐阜県多治見市にある美術館である。
東濃信用金庫の研修施設「とうしん学びの丘」の一画（展示棟）にある美術館である。

## 概要
東濃信用金庫が所蔵する美濃陶芸作品（美濃焼）を展示する美術館である。2015年（平成27年）5月17日開館。
展示品は、東濃信用金庫が美濃陶芸作品永年保存事業で収集した作品や現代美濃陶芸などである。また、荒川豊蔵、鈴木藏、加藤孝造などの人間国宝の作品も展示する。また、年に数回の企画展を行う。
建物は円形であり、自生の大王松を囲むような構造である。
岐阜県まちかど美術館・博物館に登録されている。

## 利用案内
- 所在地：岐阜県多治見市虎渓山町4丁目13番地1
- 開館時間：10:00 - 17:00[3]
- 休館日：月曜日（月曜日が祝日の場合は翌平日）、年末年始　※展示替期間の臨時休館あり
- 入館料：無料[3]
- 駐車場：150台[3]　※とうしん学びの丘と共用

## 交通アクセス

### 公共交通機関
- 東鉄バス「虎渓山」バス停より徒歩約3分
  - JR中央本線多治見駅（多治見駅北口）より小名田線「小名田小滝」行き

### 自動車
- 中央自動車道多治見ICより約10分

## 周辺施設
- 永保寺
- 中央自動車道虎渓山PA